# Sender Heidenheim (Schmittenberg)
Der Sender Heidenheim (Schmittenberg) ist ein Füllsender für Hörfunk. Er befindet sich etwa einen Kilometer nordöstlich der Innenstadt von Heidenheim an der Brenz auf dem bewaldeten Schmittenberg. Es kommt ein freistehender Stahlbetonmast als Antennenträger zum Einsatz.
Von hier aus wird die Stadt Heidenheim und die nahe Umgebung mit den Rundfunkprogrammen Deutschlandfunk, Deutschlandradio Kultur, Radio Ton und bigFM versorgt.
Bis zur Einführung von DVB-T wurden von diesem Sender die Fernsehprogramme Das Erste (Sendeleistung: 0,1 kW), ZDF (Sendeleistung: 0,06 kW) und SWR Fernsehen (Sendeleistung: 0,06 kW) terrestrisch ausgestrahlt.
Folgende Hörfunkprogramme werden vom Sender Heidenheim (Schmittenberg) auf UKW abgestrahlt:
| Frequenz (MHz) | Programm               | RDS PS   | RDS PI                | Regionalisierung  | ERP (kW) | Antennendiagramm rund (ND)/gerichtet (D) | Polarisation horizontal (H)/vertikal (V) |
| -------------- | ---------------------- | -------- | --------------------- | ----------------- | -------- | ---------------------------------------- | ---------------------------------------- |
| 90.5           | bigFM                  | _bigFM__ | D8A9 (regional), D3A9 | Baden-Württemberg | 0,16     | N                                        | H                                        |
| 94.0           | Deutschlandfunk        | __Dlf___ | D210                  | –                 | 0,1      | D                                        | H                                        |
| 100.8          | Deutschlandfunk Kultur | Dlf_Kult | D220                  | –                 | 0,1      | N                                        | H                                        |
| 104.2          | Radio Ton              | RADIOTON | D70D                  | Ostwürttemberg    | 0,1      | N                                        | H                                        |

## Bilder

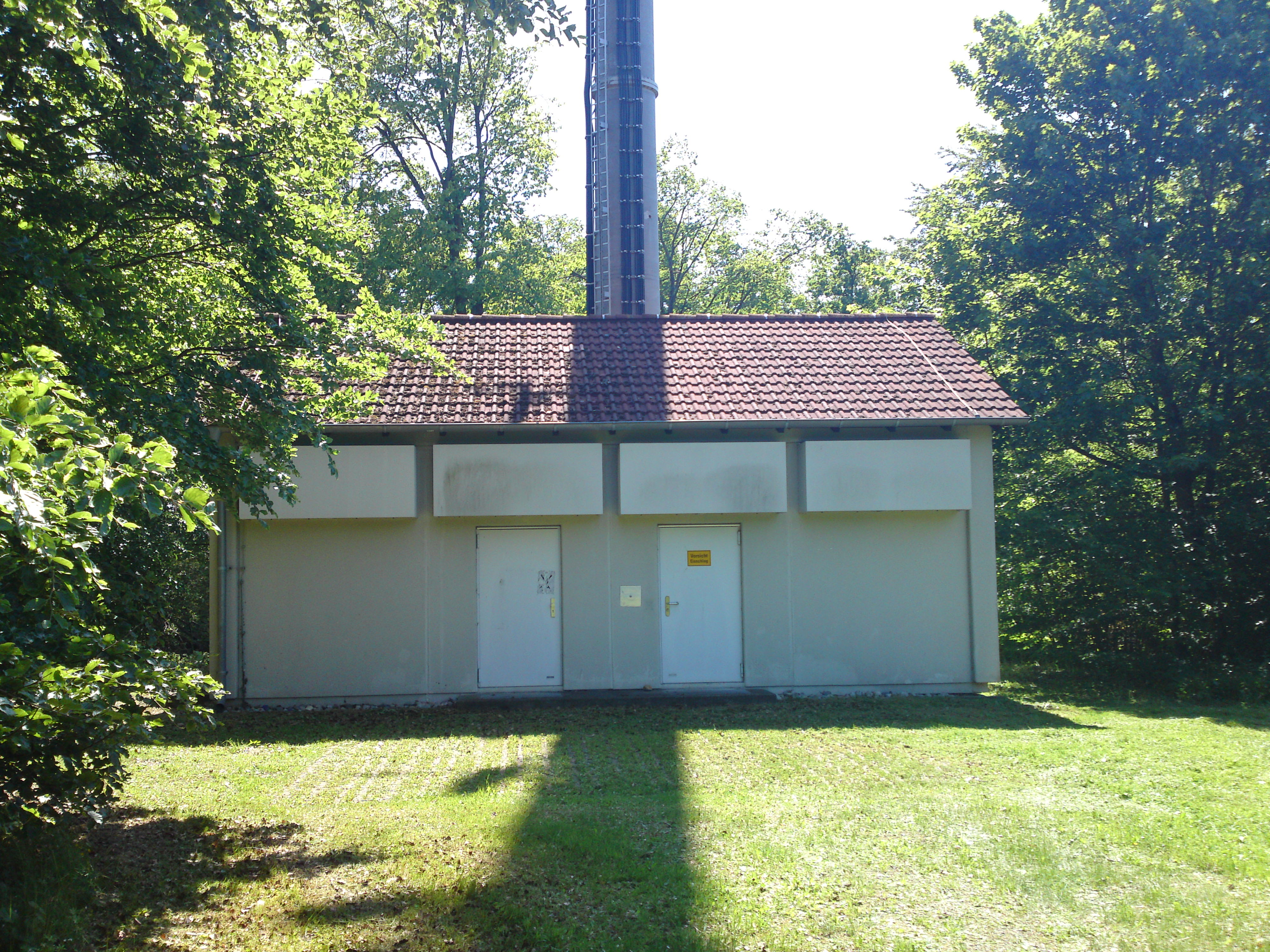
Das Senderhaus des Senders
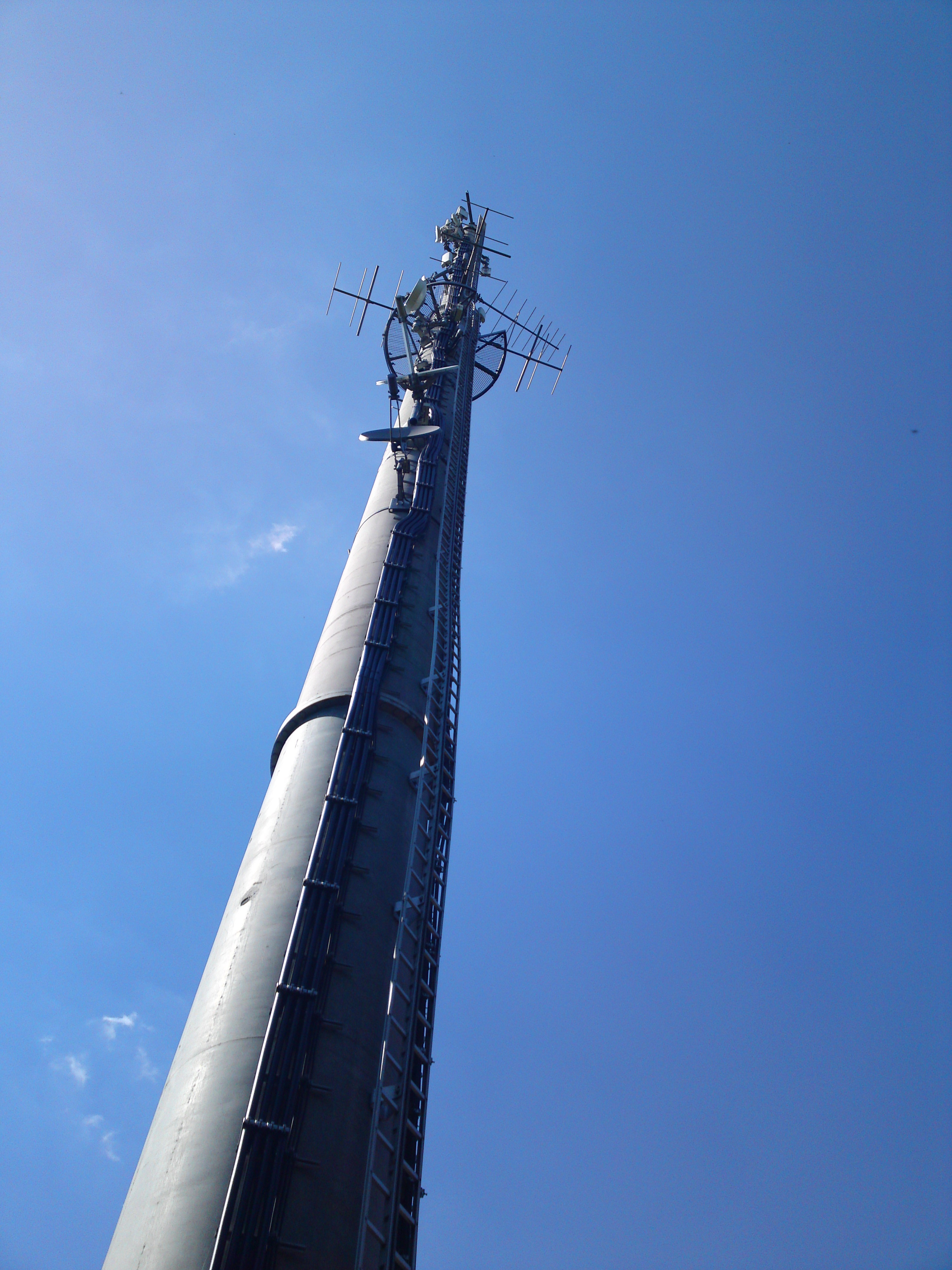
Der Sendeturm des Senders
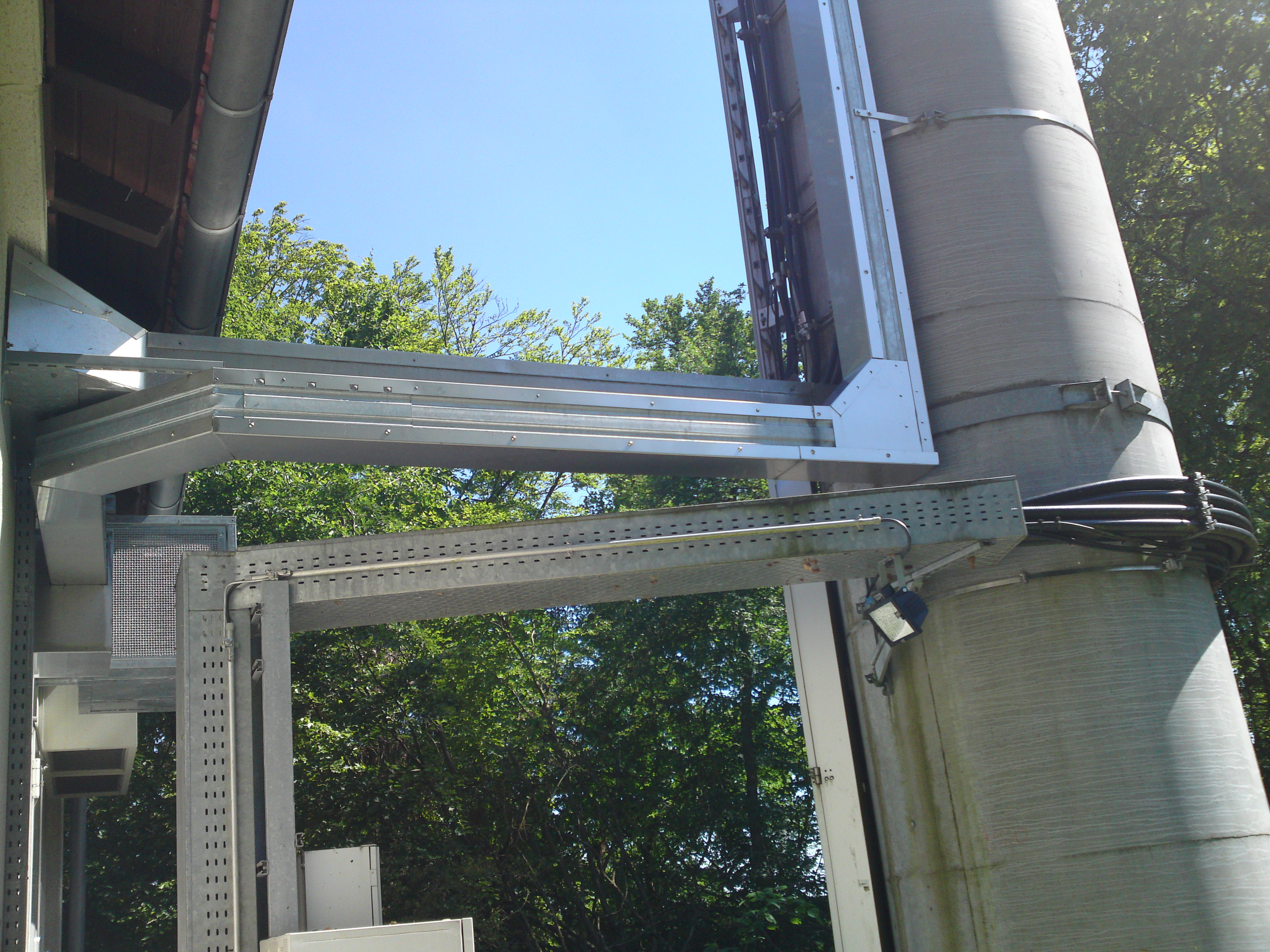
Zuleitung vom Senderhaus zum Sendeturm
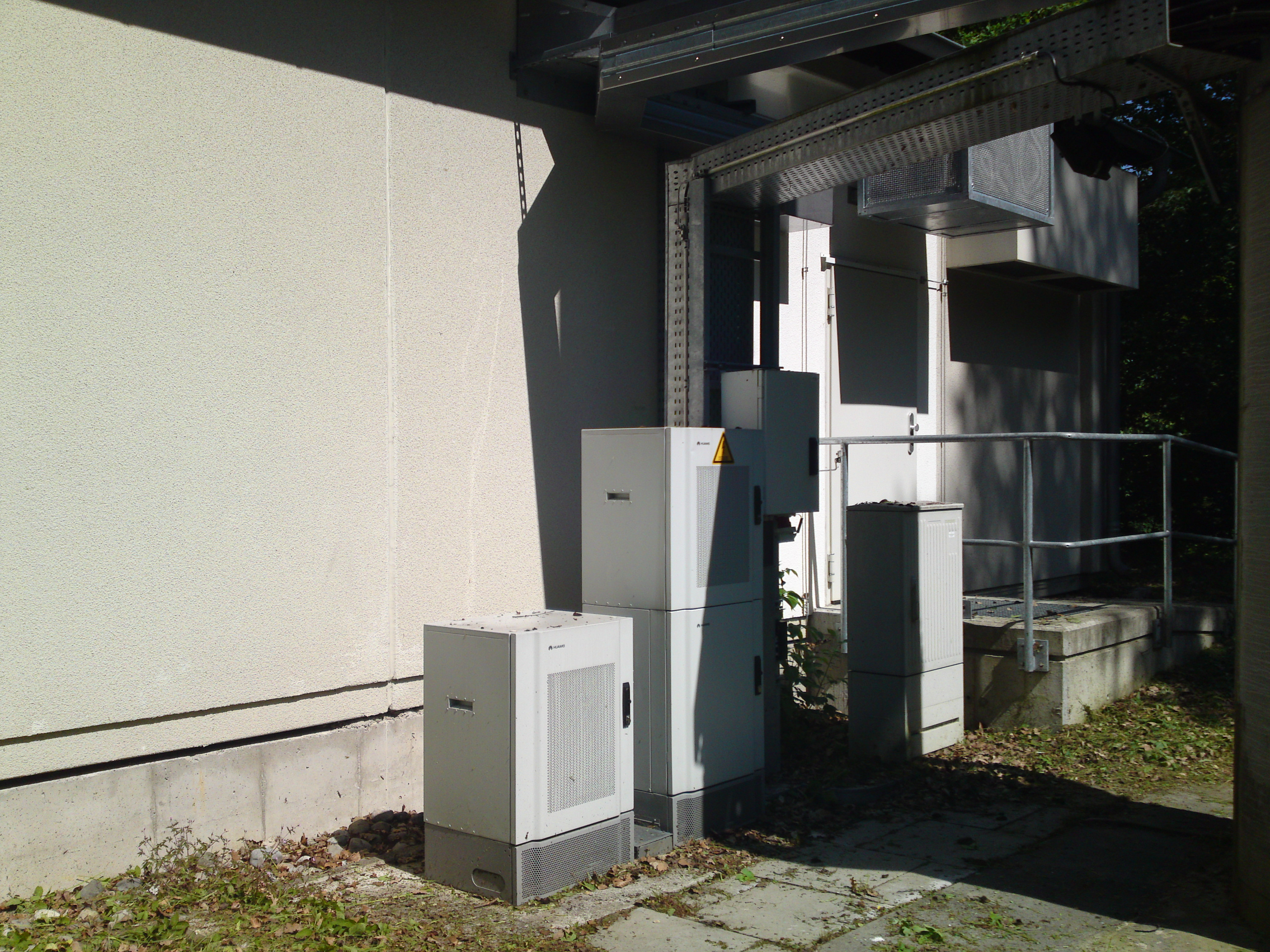
Die Rückseite des Senderhauses